# تیغ‌پشت حشره‌خوار کوون
تیغ‌پشت حشره‌خوار کوون(نام علمی: Microgale cowani) نام یک گونه از سرده ریزراسویی‌ها است.